# DIGI
DIGI (Teraoka/DIGI Group) — международная корпорация со штаб-квартирами в Японии, Европе и Северной Америке. Группа основана в 1934 году, является ведущим мировым поставщиком весового и упаковочного оборудования для торговли, промышленности и логистики. Оборудование DIGI используется на всех этапах цепочки производитель — розничная торговля — потребитель. DIGI занимает около 30 % российского рынка системных торговых весов.
Несмотря на то, что историю компании принято вести с 1934 года, производство весового оборудования основатели компании начали ещё 1910 году, когда Тераока Тойонару (отец создателя компании Teraoka/DIGI) основывал Japan Calculation Machinery Manufacturing Co. Уже тогда делается ставка на инновационные технологии и поддержку изобретательства. Специализацией молодой компании становится выпуск прецизионных устройств для промышленности и потребителей. К моменту основания Teraoka в активе компании производство первых в Японии пружинных весов и весов с устройством автоматической компенсацией температуры; получен ряд патентов в Японии, США, Великобритании, Германии и Франции. Таким образом, к 1934 году компания Teraoka фактически становится инновационным центром на рынке весового оборудования. Именно в тот период Тераока Такехару, сын Тераока Тойохару, создаёт компанию Teraoka Research Center (Teraoka Seiko Co., Ltd.) из которой позже вырастет Teraoka/DIGI. В настоящее время компания владеет пятью R&D центрами и пятью производственными площадками в Европе и Азии, а также собственным производством тензометрических датчиков.

## История компании
1934 год — создание компании Teraoka Research Center (Teraoka Seiko Co., Ltd.);
1935 год — создана новая пружина для весов, нечувствительная к температурным колебаниям;
1938 год — Teraoka Seikosho — новое название компании;
1940 год — точность микрометра доведена до 1/10 000 мм; начато массовое производство таких устройств;
1946 год — после окончания Второй мировой войны возобновлено производство весов Teraoka;
1958 год — производство пружинных весов достигло 10 000 штук в месяц;
1965 год — выпущены первые в мире электронные весы с вычислением цены;
1971 год — электронные весы с вычислением цены начинают экспортироваться в Европу и другие регионы мира;
1973 год — начался выпуск цифровых весов с подсчётом цены под маркой DIGI;
1978 год — под маркой DIGI выпущены первые в мире электронные весы с памятью для стоимости товаров;
1979 год — впервые в мире начато производство электронных весов со встроенным принтером и поддержкой штрих-кодов. Модель получила название DIGI DCS-9000;
1980 год — компания Teraoka принимает участие в первом в Японии официальном тестировании POS-систем со сканером штрих-кодов (принтер штрих-кодов DIGI BP-10);
1981 год — компания меняет своё название на Teraoka Seiko Co., Ltd.; разработан первый в мире встроенный принтер для весов, работающий по технологии термопечати; началось производство первого в мире комбинированного устройства для взвешивания, упаковки и маркировки продуктов (весовой этикетировщик-упаковщик);
1983 год — вывод на рынок весовых индикаторов «DIGI Combi»; выпущены устройства для прямого обмена данными между весами и персональным компьютером;
1984 год — появление весового маркиратора DIGI SM-60; начато производство принтера этикеток со встроенным микрокомпьютером DIGI DPS-6000;
1985 год — выпуск DIGI DC-60 — интегрированного устройства с функциями подсчёта цены, этикетировки и контроля складских остатков;
1986 год — начато производство модели весов с алфавитно-цифровым дисплеем, для проведения рекламных и промоакций в местах продаж; в США основана дочерняя компания DIGI Matex Inc.;
1987 год — выпуск на рынок первых в мире весов с сенсорным экраном; открыта фабрика Teraoka в Сингапуре;
1989 год — представлена сканирующая система TPR-6000EX POS; в Лондоне открыта европейская штаб-квартира, обеспечивающая разработку, производство и продажи продукции компании в регионе;
1990 год — модель PS-8035, разработанная специально для почтовой службы, установлена во всех отделениях связи Японии;
1991 год — выпущена модель DIGI SM-70 с плазменным сенсорным дисплеем;
1995 год — начались продажи модели DIGI AW-3600, автоматического комбинированного упаковщика-этикетирвщика с возможностью упаковки продуктов разного размера с помощью всего одного рулона плёнки;
1998 год — специализированная модель весов PS-400 установлена в почтовых отделениях Китая;
2001 год — начат выпуск системных весов с печатью DIGI SM-500 и DIGI SM-300;
2004 год — разработаны весы DIGI DS-980 со встроенным сканером;
2006 год — на рынок выпущено комплексное устройство «Delious» для сегмента HoReCa, состоящее из POS-системы, системы заказов и бронирования и ASP; начаты продажи автоматического весового упаковщика-этикетировщика AW-4600 за пределами Японии;
2007 год — разработано карманное устройство самообслуживания покупателей «Ezshop»; выпущены комбинированные весы TCS-2100WP.

## Структура Teraoka/DIGI Group
- Teraoka Seiko Co., Ltd. — штаб-квартира (Япония);
- DIGI I’s Ltd. — производство (Япония);
- Teraoka Weigh-System Pte. Ltd. — разработка и производство (Сингапур);
- DIGI Europe Ltd. — европейская штаб-квартира (Великобритания);
- Shanghai Teraoka Electronic Co., Ltd. — продажи и маркетинг (Китай);
- DIGI Software (Philippines) Inc. — разработка ПО (Филиппины);
- DIGI Canada Inc. — штаб-квартира в Северной Америке;
- DIGI Deutschland GmbH. — представительство в Германии;
- DIGI France S.A. — представительство во Франции;
- DIGI Nederland B.V. — представительство в Голландии;
- DIGI BELGIUM — представительство в Бельгии;
- DIGI KOREA WEIGH SYSTEM CO., LTD. — представительство в Южной Корее;
- Essae-Teraoka Ltd. — представительство в Индии.

Функции представительства DIGI в России и Белоруссии выполняет компания «Сервис Плюс».

## Статьи о весовом оборудовании
- Вестник Санкт-Петербургского ун-та «Серия Менеджмент» 2011. Вып. 2 — «Отечественный рынок торговых электронных весов»
- Журнал «Торговое оборудование в России» — «На чаше весов», Июль, 2010
- Журнал «Торговое оборудование в России» — «Весы для торговли и склада», Февраль, 2008
- Журнал «Торговое оборудование в России» — «Мультимедийная реклама — игрушка или технология будущего?», Январь, 2005
- Журнал «Торговое оборудование в России» — «Взвешивайте ваши товары, взвешивайте ваши решения», Июнь, 2004
- Журнал «Торговое оборудование в России» — «Надо все как следует взвесить», Май, 2004